# 黛安娜·陶乐西
黛安娜·洛雷娜·陶乐西（英語：Diana Lorena Taurasi，1982年6月11日—），美国女子篮球运动员，曾效力于WNBA的凤凰城水星和俄罗斯联赛的UMMC Ekaterinburg。陶乐西赢得了3次WNBA总冠军（2007年，2009年，2014年），1次WNBA最有价值球员（2009年），2次WNBA总决赛最有价值球员（2009年，2014年），4枚奥运金牌（2004年，2008年，2012年，2016年），5个得分王（2006年，2008年，2009年，2010年，2011年），以及WNBA年度最佳新秀奖（2004年）。她还7次入选WNBA全明星队，9次入选WNBA最佳阵容。2011年，她被球迷评选为WNBA历史15大球员之一。2017年6月18日，陶乐西成为WNBA历史总得分王。

## 延伸阅读
- Kelli Anderson, "The Trials Of Diana Taurasi," （页面存档备份，存于） Sports Illustrated, September 12, 2011.